# 영랑시집
영랑시집은 대한민국 전라남도 강진군 강진읍에 있다. 2012년 6월 14일 강진군의 향토문화유산 제49호로 지정되었다.

## 개요
저     자  : 김윤식  출판년도 : 1935. 11. 5  출 판 사 : 시문학사  구성 : 4*6배판, 74면   제목을 달지 않고 1에서 53까지 번호로 표시. “모란이피기까지”는 수록  문화재청의 근대문화유산 문학분야 목록화 조사사업 최종보고서 56번째에 등록됨